# Левіс Свартбой
Левіс Свартбой (англ. Levis Swartbooi, нар. 18 березня 1984, Волфіш-Бей) — намібійський футболіст, нападник клубу «Африкан Старз».
Виступав, зокрема, за клуби «Примейру де Агошту» та «Орландо Пайретс» (Віндгук), а також національну збірну Намібії.

## Клубна кар'єра
У дорослому футболі дебютував 2004 року виступами за команду клубу «Блу Вотерс», в якій провів один сезон. 
Своєю грою за цю команду привернув увагу представників тренерського штабу клубу «Примейру де Агошту», до складу якого приєднався 2005 року. Відіграв за команду з Луанди наступні три сезони своєї ігрової кар'єри.
У 2008 році уклав контракт з клубом «Орландо Пайретс» (Віндгук), у складі якого провів наступні три роки своєї кар'єри гравця. 
До складу клубу «Африкан Старз» приєднався 2011 року. 

## Виступи за збірну
У 2007 році дебютував в офіційних матчах у складі національної збірної Намібії.
У складі збірної був учасником Кубка африканських націй 2008 року у Гані.